# Вайдаг кенійський

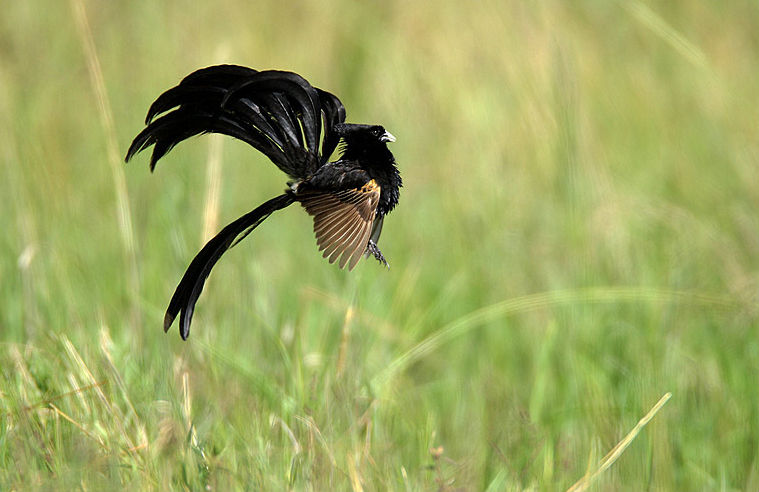
Самець кенійського вайдага в польоті

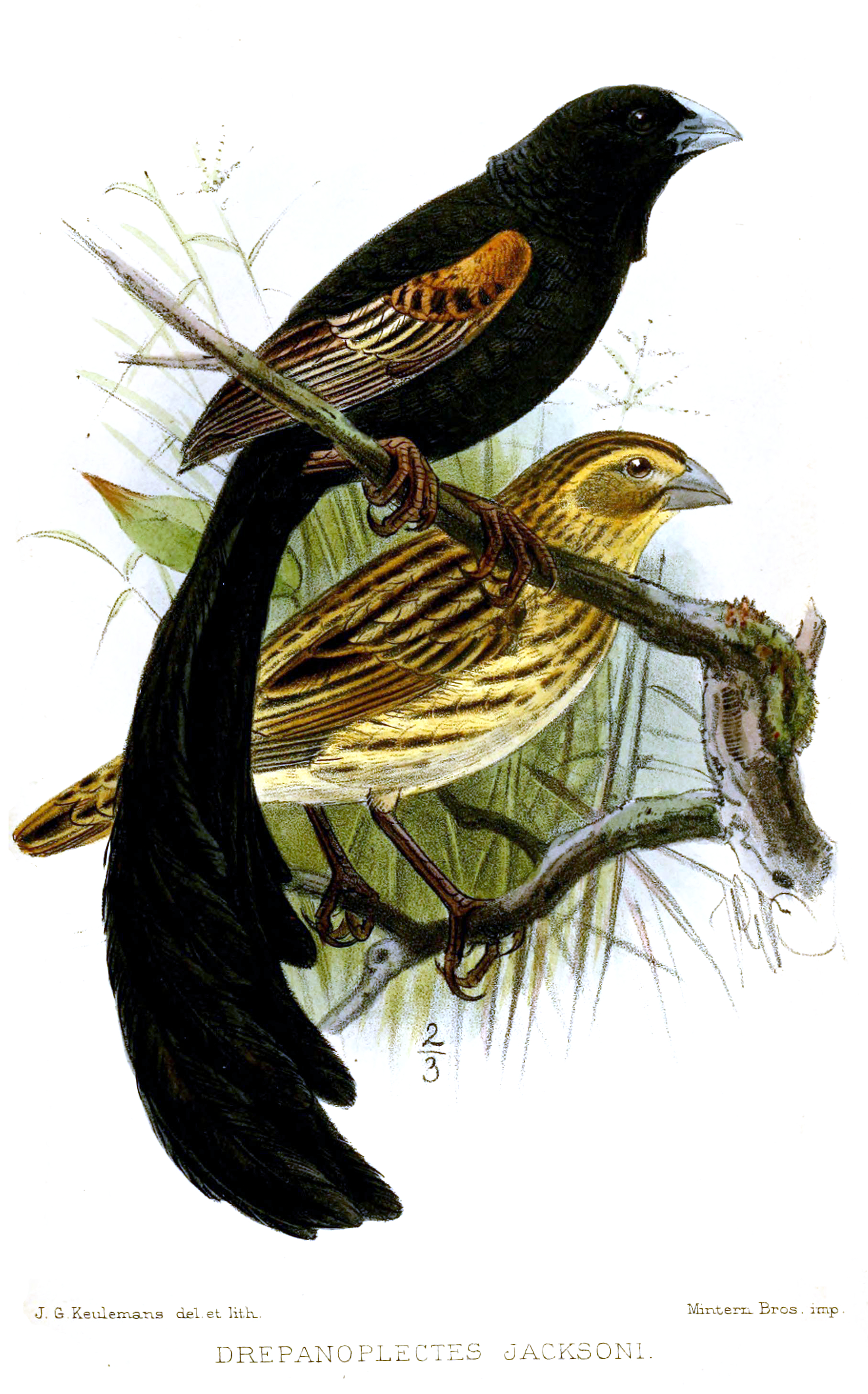
Пара кенійських вайдагів

Вайда́г малавійський (Euplectes jacksoni) — вид горобцеподібних птахів ткачикових (Ploceidae). Мешкає в Кенії і Танзанії.

## Опис
Довжина птаха становить 14 см, у самців під час сезону розмноження 30 см, вага 40-49 ш. Самиці є дещо меншими за самців. У самців під час сезону розмноження забарвлення переважно чорне, за винятком коричневих крил. Також під час сезону розмноження у самців помітно видовжуються хвіст, який вони використовують під час демонстраційних польотів. У самиць і самців під час негніздового періоду забарвлення переважно охристе, легко поцятковане темними смужками, над очима у них світлі "брови".

## Поширення і екологія
Кенійські вайдаги мешкають на високогір'ях Кенії і північної Танзанії. Вони живуть на високогірних луках і полях, на висоті від 1500 до 3000 м над рівнем моря. Часто приєднуються до змішаних зграй птахів. Живляться насінням трави і термітами. Кенійським вайдагам притаманна полігінія, коли на одного самця припадає кілька самиць. Гніздо має куполоподібну форму з бічним входом. В кладці від 2 до 4 яєць. Інкубаційний період триває 12-13 днів, пташенята покидають гніздо через 17 днів після вилуплення.

## Збереження
МСОП класифікує стан збереження цього виду як близький до загрозливого. Кенійським вайдагам загрожує знищення природного середовища.